# Giacinto Tonizza
Giacinto Tonizza OFM (* 15. Juli 1866 in Celleno, Königreich Italien; † 16. April 1935) war ein italienischer Ordensgeistlicher und römisch-katholischer Apostolischer Vikar von Tripolitana.

## Leben
Giacinto Tonizza empfing am 17. Dezember 1898 das Sakrament der Priesterweihe für die Ordensgemeinschaft der Franziskaner.
Am 7. August 1919 wurde er zum Titularbischof von Paraetonium und zum Apostolischen Vikar von Libyen ernannt. Die Bischofsweihe spendete ihm am 2. November desselben Jahres in der Kirche St. Maria Draperis in Konstantinopel der Apostolische Delegat in Konstantinopel, Erzbischof Angelo Dolci; Mitkonsekratoren waren der armenisch-katholische Erzbischof von Aleppo, Agostino Sayeghian, und der bulgarisch-katholische Apostolische Visitator in Konstantinopel, Erzbischof Michail Miroff.
Am 3. Februar 1927 verlor das Apostolische Vikariat Libyen einen Teil seines Territoriums an das Apostolische Vikariat Cyrenaica und nahm gleichzeitig den Namen Apostolisches Vikariat Tripolitana an, womit Bischof Giacinto Tonizza zum Apostolischen Vikar von Tripolitana wurde. Dieses Amt bekleidete er bis zu seinem Tod am 16. April 1935.